# Rag pudding

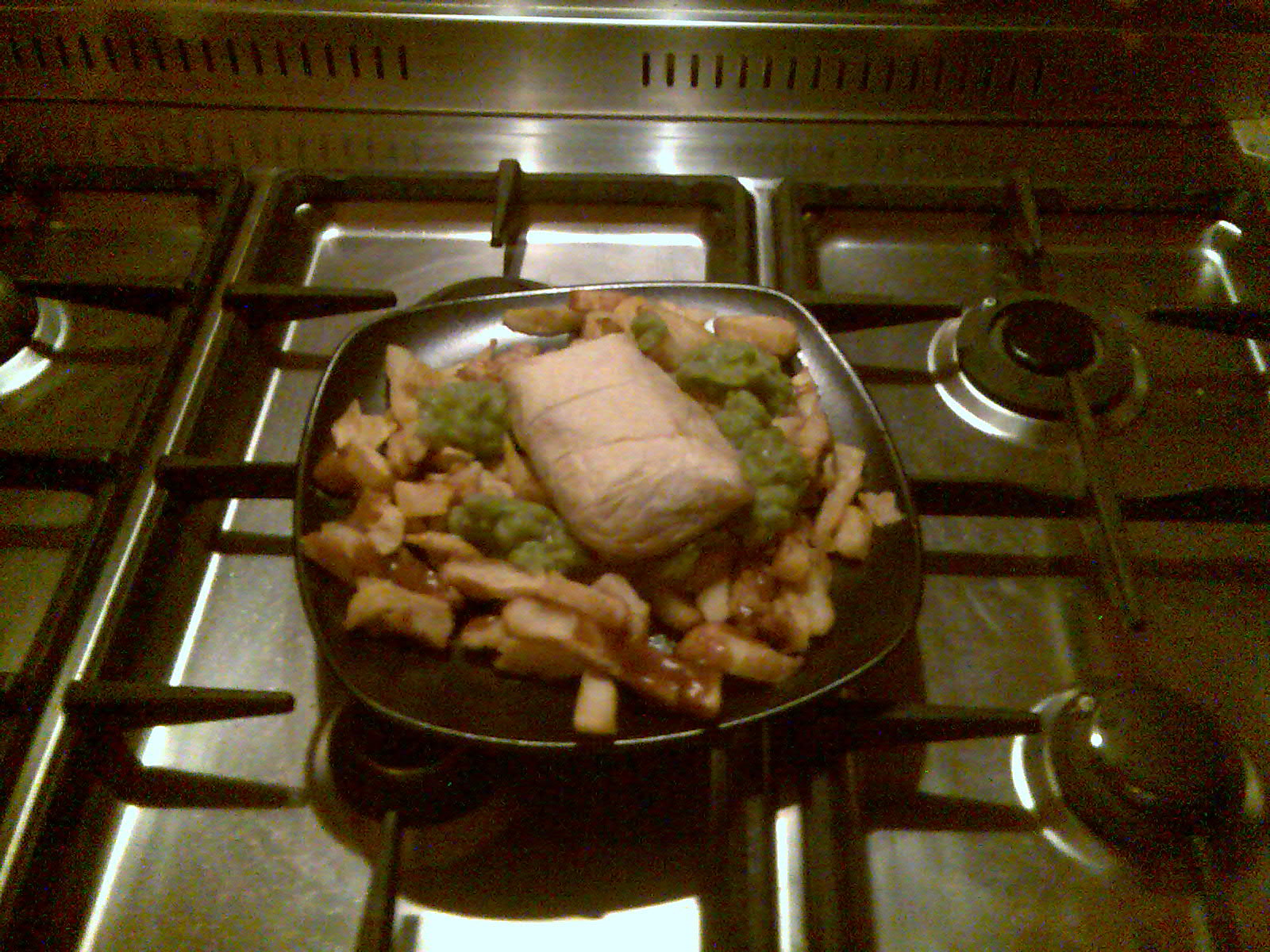
Un rag pudding.

El rag pudding es un plato salado tradicional oriundo de Oldham y popular en Lancashire (Inglaterra). Consisten generalmente en carne picada y cebolla envuelta en una pasta de sebo que se cuece en agua o al vapor.
El nombre procede de la forma en la que se elabora, es decir, los ingredientes se envuelven tradicionalmente en un trapo (rag) para cocinarlos. Este proceso se hizo popular, especialmente en Lancashire, a medida que se disponía de restos de algodón que podían emplearse para este fin. Los rag puddings modernos vienen en bolsas listas para cocer.
Los rag puddings se encuentran con más en carnicerías tradicionales que en supermercados. También pueden hallarse en algunos de los fish and chips más tradicionales de Lancashire.
Es frecuente acompañarlo con patatas fritas, mushy peas y gravy. También hay versiones vegetarianas y dulces.